# Berlin (Vermont)
Pour les articles homonymes, voir Berlin (homonymie).
Berlin est une municipalité (town) américaine de l'État du Vermont, située dans le comté de Washington, fondée en 1763. Lors du recensement de 2020, sa population s'élevait à 2 849 habitants. 

## Géographie
Berlin est située entre Barre, à l'est, et Montpelier, au nord, les deux plus grandes villes de la région. Son territoire s'étend sur 95,7 km2.
| Middlesex | Montpelier | East Montpelier            |
| Moretown  | Berlin     | Barre (city), Barre (town) |
|           | Northfield | Williamstown               |

## Histoire
Berlin a été fondée le 8 juin 1763. Le nom se réfère à Berlin, en Allemagne, ce qui fait de la ville la seule portant un nom allemand dans cette nouvelle colonie anglaise. Les bénéficiaires qui ont reçu les 70 premiers droits de s'y installer étaient des prêtres, des commerçants et des juges. La charte de fondation a été publiée par le gouverneur royal du New Hampshire, Benning Wentworth, et stipule que chaque « propriétaire, colon ou habitant » devraient payer une unité de maïs indien pour chaque acre de terre, et, après dix ans, un shilling pour chaque 100 acres.
Il a fallu 22 ans avant que les premiers colons arrivent dans la région : Ebenezer Sanborn venant de la ville de Corinthe toute proche, a fondé la ferme Bradford et Joseph Thurber, venant du New Hampshire, a fondé la ferme Shepard. Tous deux sont partis un an plus tard pour l'État de New York.
En 1788, la législature du Vermont a déclaré que « les villes de Randolph, Braintree, Brookfield, Roxbury, Williamstown, Northfield, Wildersburgh, de Berlin et de Montpelier [...] par la présente, forment un district propre, du nom de district de Randolph. »
Jacob Fowler, un chasseur, a été le premier colon qui est resté et a laissé des descendants sur place. Parmi les premiers colons se trouvent également Moses Smith, Daniel Morse, John Lathrop et Hezekiah Silloway. En 1789, treize familles vivaient à Berlin, et huit de plus en 1790. Le premier enfant né à Berlin fut Abigail Black en 1789.
La première réunion municipale s'est tenue le 31 mars 1791. La première scierie a été construite la même année, la première école (sur East Street) en 1794. La première institution chrétienne a été fondée en 1798, avec James Hobart comme ministre. Une église congrégationaliste a ouvert au centre de Berlin en 1803. Après avoir brûlé en 1838, l'Église de la Congrégation a été reconstruite à Berlin Corner.
Le premier magasin et taverne a ouvert aux alentours de 1800 et a fermé en 1850.

## Habitants notables
- Eliada W. Brown, membre de l'assemblée de l'État du Wisconsin
- Merton Brown, compositeur
- Murdock A. Campbell, adjudant général de la garde nationale du Vermont
- Thomas H. Cave, trésorier de l'État du Vermont
- Julius Yemans Dewey, homme d'affaires et père de George Dewey
- Timothy Dwight Hobart, Texas rancher
- Chauncey L. Knapp, représentant du Massachusetts
- Phil Scott, gouverneur du Vermont

## Transports
L'aéroport d'État Edward F. Knapp de Montpelier est situé sur le territoire de Berlin.
La gare de Montpelier est elle aussi située à Berlin sur Junction Road.

## Démographie
| Groupe            | Berlin | Vermont | États-Unis |
| ----------------- | ------ | ------- | ---------- |
| Blancs            | 97,1   | 95,3    | 72,4       |
| Métis             | 1,6    | 1,7     | 2,9        |
| Afro-Américains   | 0,5    | 1,0     | 12,6       |
| Asiatiques        | 0,4    | 1,3     | 4,8        |
| Autres            | 0,4    | 0,8     | 7,1        |
| Total             | 100    | 100     | 100        |
|                   |        |         |            |
| Latino-Américains | 1,6    | 1,5     | 17,37      |

Selon l'American Community Survey, pour la période 2011-2015, 98,22 % de la population âgée de plus de 5 ans déclare parler l'anglais à la maison, 0,83 % l'espagnol, 0,58 % le coréen et 0,36 % le français.

## Politique et administration
La ville est administrée par un conseil de cinq membres élus (Selectboard) qui est responsable de la conduite générale des affaires de la ville. Il a pour fonctions de publier les règlements locaux, préparer le budget, superviser toutes les dépenses de la ville, gérer les employés municipaux et contrôler les bâtiments et les biens de la ville. Il est assisté de « justices de paix » élus et d'un administrateur (clerk town), réunis au sein du Conseil de l'autorité civile.